# Pseudotuberkulóza ptáků
Pseudotuberkulóza je bakteriální onemocnění savců i ptáků způsobované bakterií Yersinia pseudotuberculosis; výskyt je celosvětový. Nemoc je zařazována mezi zoonózy a je charakterizována akutní septikémií s následnou tvorbou sýrovitých uzlů (kaseózních nodulů) ve viscerálních orgánech, připomínajících tuberkulózní granulomy. U domácí drůbeže se pseudotuberkulóza vyskytuje sporadicky, ojediněle ale mohou vznikat enzootie s vysokými ztrátami v chovech krůt. Volně žijící ptáci jsou považováni za bezsymptomní nosiče.Vzhledem k malému hospodářskému i veterinárnímu významu existuje jen omezené množství informací.

## Historie a výskyt
Bakterie Yersinia pseudotuberculosis  byla poprvé izolována z morčat inokulovaných materiálem z podkožních tuberkulózních změn z předloktí dítěte. První zpráva o výskytu této nemoci u ptáků v Evropě pravděpodobně podchází od Riecha (1889), který popsal odpovídající symptomy, pitevní nález i vlastnosti původce u hromadně hynoucích kanárů. U kura domácího poprvé zaznamenali pseudotuberkulózu Woronoff a Sineff (1897), u holubů Dolfen (1916), u krůt Krag a Weisgerber (1924) a u kachen a bažantů Truch a Bauch (1930).

## Příčiny nemoci (etiologie)
Rod Yersinia (čeleď Enterobacteriaceae) zahrnuje 11 druhů bakterií, z nichž pro ptáky je nejdůležitější Yersinia pseudotuberculosis. U ptáků byly také izolovány další druhy – Y. intermedia, Y. frederiksenii a Y. kristensenii, ale jejich význam zůstává nejasný. Podle genetické analýzy jsou yersinie příbuzné s enterobakteriemi, ale odlišují se od nich morfologicky (drobné kokobacilární formy barvící se polárně), biochemickými vlastnostmi a menší růstovou schopností. 
Vodní ptáci (rackové, volavky) nebo dravci či kosi, obývající oblasti kontaminové splašky anebo kaly z lidských sídlišť, mohou být infikováni humánním patogenem Y. enterocolitica.

## Vznik a příčiny nemoci (epizootologie)

### Hostitel
Yersinie se nacházejí v půdě, povrchových vodách a zažívacím traktu živočichů. Mají široký okruh hostitelů mezi savci i ptáky. Jsou poměrně častým patogenem hlodavců. Pseudotuberkulóza byla pozorována u krůt, kachen, husí, kura domácího, perliček, u ptáků chovaných v zajetí i volně žijících. Velmi vnímaví jsou kanáři, turakovití a tukanovití. Z laboratorních zvířat jsou vnímavá morčata, králíci, myši a paviáni. Refrakterní jsou bílé krysy a křečci. 
Hospodářsky významná může být pseudotuberkulóza v chovech krůt, kde ztráty mohou dosahovat až 80 %. Clapham (1953) pozoroval pseudotuberkulózu u holuba doupňáka a Y. pseudotuberculosis izoloval ze skřivana, holuba hřivnáče, kavky obecné, havrana polního, koroptví, bažantů a virginských křepelek. V Dánsku byla pseudotuberkulóza pozorována u holubů, kanárů, kardinálů, brkoslavů a krůt. Subklinické infekce v migrujících populacích divoce žijících ptáků mají epizootologický význam. Člověk se nakazí výjimečně, ale silně virulentní kmeny mohou u lidí se sníženou imunitou vyvolávat septikémie.

### Přenos a patogeneze
Trus infikovaných ptáků i savců kontaminuje půdu, krmivo a vodu a je důležitým faktorem šíření pseudotuberkulózy. Důležité pro vznik onemocnění jsou predispoziční faktory; převážně jsou postiženi velmi mladí ptáci a ptáci se sníženou odolností vlivem stresorů prostředí (nevhodné krmení, chladné a vlhké počasí, endoparazitózy aj.). Onemocnění se relativně častěji objevuje v podzimních a zimních měsících, poněvadž bakterie jsou schopné replikovat se i při nízkých teplotách (4 °C), jestliže mají zajištěn dostatečný přísun organického dusíku.
U vnímavých ptáků dochází k infekci porušenou kůží nebo sliznicí, zejména zažívacího traktu. Po krátkodobé bakteriémii se infekce lokalizuje v jednom nebo více vnitřních orgánů, jako jsou játra, slezina, plíce nebo střevo, kde vznikají změny připomínající tuberkulózní granulomy. Takové změny se mohou nacházet i v mesenteriu (okruží)a v prsních svalech.

## Projevy nemoci (symptomatologie)
Inkubační doba po experimentální infekci silně kolísá; závisí na virulenci a množství bakterií, způsobu infekce a druhu hostitele. Vrabci a kanáři jsou velmi vnímaví a mohou uhynout za 1-3 dny i po malé dávce inokulované parenterálně. Podle různých zdrojů kolísá inkubační doba mezi 3-6 dny u akutních infekcí a 2 a více týdnů v chronických případech.

### Klinika
Příznaky jsou variabilní, průběh pseudotuberkulózy může být perakutní, akutní nebo chronický. Perakutní úhyn bez klinických příznaků je častý u šplhavců (Piciformes) a turakovitých (Musophagidae). Při akutních průběhu mohou ptáci přežívat několik hodin nebo i dní po výskytu klinických příznaků. Pozoruje se náhlý vznik průjmu a známky septikémie, netečnost, dyspnoe (dušnost) a dehydratace. Mnohem častěji ale nemoc trvá 2 i více týdnů a příznaky jsou viditelné teprve 2-4 dny před úhynem. Ptáci přestanou přijímat krmivo, hubnou, jsou neteční, mají načepýřené peří, průjem a obtížně dýchají. Při déle trvajícím onemocnění se pozorují vyhublost, celkové chřadnutí, zhoršená pohyblivost, paréza až paralýza, zácpa a někdy i změna barvy kůže obličeje. U postižených kachen se pozoruje zduření tarzálního kloubu.

### Patologie
Při náhlém úhynu v septikemickém stadiu nemoci mohou být jedinými změnami zvětšená játra a slezina. Při akutním průběhu se nacházejí drobná nekrotická ložiska na viscerálních orgánech (játra, slezina, plíce, ledviny) a v kosterní svalovině. Častá je katarální až hemoragická enteritida. Někdy lze pozorovat nahromadění krvavého až fibrinózního exsudátu v dutině tělní (ascites), u krůt osteomyelitidu a degenerativní myopatie. Chronická infekce je charakterizována tvorbou granulomů v orgánech a kosterní svalovině. U postižených kanárů byly pozorovány vředy v obou žaludcích i duodenu, u kachen sýrovitý exsudát v deformovaném tarzálním kloubu. 

### Diagnostika
Diagnózu lze stanovit pouze na základě izolace a identifikace původce, protože příznaky a pitevní nálezy jsou podobné s mnoha jinými nemocemi, jako jsou např. cholera, tyf a paratyf drůbeže, spirochetóza, tuberkulóza i některá nádorová onemocnění.

## Terapie a prevence
O léčbě pseudotuberkulózy u ptáků je velmi málo informací. Při perakutním nebo akutním průběhu infekce uhynou ptáci zpravidla dříve, než je možné zahájit léčbu. Aby byla terapie úspěšná, musí být použita injekční (parenterální) aplikace antibiotik. Léčba chronických případů je obtížná, protože antibiotika neproniknou až do centra nekrotických uzlů s lokalizovanými yersiniemi.
Vakcíny zatím nejsou k dispozici, prevence je založena na zoohygienických opatřeních. V zemích, kde se pseudotuberkulóza nevyskytuje, se doporučuje provádět opakované vyšetření trusu u importovaných a karanténovaných ptáků, aby se zabránilo zavlečení infekce. V endemických oblastech slouží volně žijící ptáci a hlodavci jako rezervoár Y. pseudotuberculosis a ochrana chovů záleží v zabránění jejich vstupu a kontaminace krmiva či prostředí těmito zdroji. 